# Taylor (British Columbia)
Taylor ist eine Gebietsgemeinde („District Municipality“) im Nordwesten der kanadischen Provinz British Columbia. Die Gemeinde gehört zum Peace River Regional District und liegt westlich der Kanadischen Rocky Mountains, unweit der Grenze zur Provinz Alberta.

## Lage
Die Gemeinde liegt auf einer Terrasse am Nordufer des Peace River, gegenüber der Einmündung des Pine River. Südlich von Taylor überquert der Highway 97 den Fluss, um am gegenüberliegenden Ufer den Taylor Landing Provincial Park zu passieren. Taylor liegt etwa 20 km südöstlich von Fort St. John, bzw. etwa 60 km nordnordwestlich von Dawson Creek.

## Geschichte
Der europäisch geprägte Teil der Gemeinde reicht zurück bis zu Alexander Mackenzies erster Durchquerung Nordamerikas nördlich von Mexiko nach Westen zum Pazifischen Ozean im Jahr 1793. Lange bevor er diese Gegend jedoch durchquerte oder sie von Einwanderern und Holzfällern besiedelt wurde, war sie Siedlungs- und/oder Jagd-/Fischereigebiet verschiedener Stämme der First Nations, hier hauptsächlich vom Volk der Sekani. Auch durchquerten Handelsrouten der First Nations, ähnlich dem Grease trail, das Gebiet. Später passierten auch Handelsrouten der Hudson’s Bay Company das Gebiet. Nach einem derer Pelzhändler, nach Donald Herbert Taylor der hier zu Beginn des 20. Jahrhunderts Handel mit den First Nations trieb, wurde die Gemeinde später auch benannt. Um den Handelsposten siedelten sich in den nächsten Jahren Farmen an und 1929 wurde hier dann eine Poststation errichtet.
Als im Zweiten Weltkrieg der Alaska Highway gebaut wurde, wurde 1943 auch die Peace River Suspension Bridge errichtet. Dies musste nach dem Einsturz 1957 durch die heutige Peace River Bridge ersetzt werden.
Am 23. August 1958 erfolgte die Zuerkennung der kommunalen Selbstverwaltung für die Gemeinde (incorporated als Village Municipality). 1989 wurde der Status der Gemeinde von dem eines Dorfes („Village Municipality“) in den einer Gebietsgemeinde („District Municipality“) geändert.

## Demographie
Die letzte offizielle Volkszählung, der Census 2016, ergab für die Gemeinde eine Bevölkerungszahl von 1469 Einwohnern, nachdem der Zensus im Jahr 2011 für die Gemeinde noch eine Bevölkerungszahl von 1373 Einwohnern ergab. Die Bevölkerung hat dabei im Vergleich zum letzten Zensus im Jahr 2011 um 7,0 % zugenommen und sich damit etwas stärker als der Provinzdurchschnitt, mit einer Bevölkerungszunahme in British Columbia um 5,6 %, entwickelt. Im Zensuszeitraum 2006 bis 2011 hatte die Einwohnerzahl in der Gemeinde entgegen der Entwicklung in der Provinz um 0,8 % abgenommen, während sie im Provinzdurchschnitt um 7,0 % zunahm.
Für den Zensus 2016 wurde für die Gemeinde ein Medianalter von 31,9 Jahren ermittelt. Das Medianalter der Provinz lag 2016 bei nur 43,0 Jahren. Das Durchschnittsalter lag bei 33,0 Jahren, bzw. ebenfalls bei 42,3 Jahren in der Provinz. Zum Zensus 2011 wurde für die Gemeinde noch ein Medianalter von 30,7 Jahren ermittelt. Das Medianalter der Provinz lag 2011 bei nur 41,9 Jahren.

## Verkehr
Die Gemeinde ist über eine ehemalige Strecke der BC Rail an das Eisenbahnnetz der Canadian National Railway angeschlossen. Eine Anbindung an den Luftverkehr erfolgt über den Regionalflughafen Fort St. John.
Weiterhin ist die Gemeinde an ein überregionales Netz von Busverbindungen angeschlossen, welches von BC Bus North betrieben wird. Die Gemeinde liegt mit einer Haltestelle zum einen an der Verbindung Dawson Creek–Fort St. John–Fort Nelson und ist zum anderen der Verbindung Prince George–Mackenzie–Dawson Creek–Fort St. John. Mit Stand 2020 sind in diesem Netz insgesamt 34 Gemeinden und Siedlungen im zentralen und nördlichen British Columbia verbunden.